# Вотервил (Њујорк)
Вотервил (енгл. Waterville) град је у америчкој савезној држави Њујорк.

## Демографија
По попису из 2010. године број становника је 1.583, што је 138 (-8,0%) становника мање него 2000. године.
| Група             | 2000.         | 2010.         |
| Белци             | 1.674 (97,3%) | 1.522 (96,1%) |
| Афроамериканци    | 8 (0,5%)      | 4 (0,3%)      |
| Азијати           | 10 (0,6%)     | 6 (0,4%)      |
| Хиспаноамериканци | 14 (0,8%)     | 16 (1,0%)     |
| Укупно            | 1.721         | 1.583         |